# Susan Weil
Pour les articles homonymes, voir Weil.
Susan Weil (née en 1930) est une artiste américaine principalement connue pour ses peintures expérimentales en trois dimensions, qui combinent illustration figurative et explorations du mouvement et de l'espace.

## Expositions
- 2002 : Metropolitan Museum of Art[1]
- Museum of Modern Art[2]